# HMS E7
HMS E7 – brytyjski okręt podwodny typu E. Zbudowany w latach 1912–1913 w Chatham Dockyard, Chatham kosztem 105 700 funtów. Okręt został wodowany 2 października 1913 roku i rozpoczął służbę w Royal Navy 16 marca 1914.
W 1914 roku E7 stacjonował w Harwich przydzielony do Ósmej Flotylli Okrętów Podwodnych (8th Submarine Flotilla) pod dowództwem Lt. Cdr. Ferdinanda E. B. Feilmanna.
28 sierpnia 1914 roku okręt brał udział w pierwszej bitwie koło Helgolandu.
W 1915 roku został skierowany na Morze Marmara, aby uczestniczyć w operacjach w Cieśninie Dardanelskiej pod dowództwem Lt. Cdr. A.D. Cochrane'a. W czasie 24 dniowego patrolu zatopił ponad 13 statków i łodzi.
4 września 1915 roku w okolicach Çanakkale okręt E7 zaplątał się w sieci przeciw łodziom podwodnym. Pomimo detonacji kilku min okręt nie został uszkodzony. Wówczas dowódca niemieckiego okrętu podwodnego SM UB-14, Heino von Heimburg, czekającej w porcie na naprawę, wraz z jednym z marynarzy, podpłynął łódką wiosłową w miejsce uwięzienia E7. Za pomocą obciążonej liki wykrył miejsce zanurzenia E7 i rzucił turecką minę. Po eksplozji w pobliżu okrętu, jego kapitan, nakazał wynurzenie, poddanie okrętu i jego zatopienie. Wszyscy członkowie załogi dostali się do niewoli.